# Julie Saury
Julie Saury (* 16. August 1972 in Paris) ist eine französische Jazzmusikerin (Schlagzeug, Perkussion).

## Leben und Wirken
Saury, Tochter des Jazzmusikers Maxim Saury, lernte als Kind Klavier und Orgel; sie hatte auch Ballettunterricht. Sie begleitete ihren Vater auf Jazzfestivals, wo sie die amerikanischen Jazzstars hörte. Im Alter von dreizehn Jahren beschloss sie, Schlagzeug zu lernen, und nahm ersten Unterricht bei Robert Ménière, dem Schlagzeuger ihres Vaters. Sie hatte Gesangsunterricht bei Stéphanie Crawford und Sara Lazarus am Institut Art Culture Perception in Paris und wurde Schlagzeugerin der Big Band der Schule. 1994 studierte sie an der Universität Nancy bei Frank Aghulon und André Charlier, dann in Kursen am Drumming’s Collective in New York.
Saury arbeitete als Perkussionistin in der Frauen-Band Rumbanana, zu der auch Sophie Alour und Airelle Besson gehörten und mit der sie vier Jahre lang täglich in einer Fernsehshow auftrat und schloss sich anderen Salsa- und Latin-Bands an. Zu Beginn der 2000er Jahre gehörte sie zum Trio des Pianisten Philippe Milanta. Laurent Mignard holte dieses in sein Duke Orchestra, wo es mit Musikern wie Benny Green, Red Holloway, Turk Mauro, Johnny Griffin, Warren Vaché und Harry Allen auftrat. Sie spielte auch mit dem Grand Orchestre du Splendid und in Denny Iletts Big Band mit Fred Weasley und Pee Wee Ellis. 2014 tourte sie international mit Cynthia Sayers Women of the World Jazz Band. Auch gehörte sie zum Ladies Quartett der Organistin Rhoda Scott, mit der das Album We Free Queens (2017) entstand. Weiterhin trat sie mit Lillian Boutté und Anne Ducros auf.
Saury veröffentlichte 2015 ihr Debütalbum The Hiding Place im Trio mit Carine Bonnefoy und Felipe Cabrera. Als Hommage an ihren Vater erschien 2016 ihr Album For Maxim. Tom Lord verzeichnet von Julie Saury, 24, 1996–2019 24 Aufnahmen von ihr im Bereich des Jazz.